# Ray Campi
Ray Campi (Yonkers, Nueva York, 20 de abril de 1934 - 11 de marzo de 2021) fue un cantante y músico estadounidense.
Perteneciente al género rockabilly, fue conocido como El Rey del Rockabilly. Miembro del Salón de la Fama del Rockabilly, se le reconocía fácilmente por su contrabajo blanco sobre el que saltaba y cabalgaba en sus actuaciones.

## Vida
Tras mudarse a Austin en 1944, Campi comienza una vida de músico en géneros como el folk, country y el rock and roll así como en el rockabilly y comienza a grabar en la Domino Records. Nunca concentrado en su carrera musical, siempre con  otros trabajos como sus veinticinco años de profesor de instituto en Van Nuys, California, su despegue llegó a finales de los años 1970 cuando fue descubierto por Ronnie Weiser, propietario de la Rollin' Rock Records. Campi comienza a hacer giras por Europa, sonando en festivales desde aquellos años y aun  rondando los setenta años, seguía tocando. Ha grabado con bandas rockabilly de Alemania, Finlandia, Reino Unido y Países Bajos durante dos décadas y producido sus propios discos con artistas de la talla de Rosie Flores, Bobby 'Fats' Mizell o Ian Whitcomb.

## Discografía
Muchas de sus grabaciones no fueron grabadas hasta la década de los años 1980 y 1990.
- 1956, TNT 145 "Caterpillar"/"Play It Cool"
- 1957, Dot 15617 "It Ain't Me"/"Give That Love to Me"
- 1958, Domino 700 "My Screamin' Screamin' Mimi"/"Uh Huh Huh"
- 1958, Domino 701 "You Gambled"/"No Time"
- 1959, D-104 "Ballad of Donna and Peggy Sue"/"The Man I Met (Tribute to the Big Bopper)"
- 1960, Verve 10208 "Our Man in Havana"/"Reprieve of Love"
- 1960, Colpix 166 "Cry For Happy"/"Hear What I Wanna Hear"